# Monte Nikkō-Shirane
Il monte Nikkō-Shirane (日光白根山?, Nikkō-Shirane-san)  è un vulcano a scudo nel Parco Nazionale di Nikkō nel centro di Honshū, l'isola principale del Giappone. Arriva a 2578 metri di altezza, e venne inserito nella lista dei "100 famosi monti del Giappone" (Nihon Hyaku-meizan) di Kyūya Fukada.
Non va confuso con il Monte Kusatsu-Shirane.